# Svend Aage Mortensen
Svend Aage Mortensen er en tidligere dansk atlet. Han var medlem af Københavns IF.

## Danske mesterskaber
- Sølv 1937 110 meter hæk 16.1
- Sølv 1936 110 meter hæk 16.1
- Bronze 1935 110 meter hæk 16.2
- Sølv 1934 110 meter hæk 15.7

## Personlig rekord
- 110 meter hæk: 15,6 1936